# گاهی واقعی
گاهی واقعی فیلمی به کارگردانی  و نویسندگی رامین لباسچی محصول سال ۱۳۸۵ است.

## خلاصه داستان
فیلم داستان انسانی را روایت می‌کند که برای یافتن هویت اصلی اش به کشورش برمی گردد...

## بازیگران
- تیم روزان
- میترا لهراسب
- کرگ ورونی
- آهو خردمند
- حدیث فولادوند
- منیژه محامدی
- مهتاج نجومی
- ثریا حلی
- هدا ناصح
- فرشاد خدایی
- امیر زارع
- سیاوش فیض اله زاده
- فرح فولادوند
- مرتضی کاظمی